# صواي أوراسيا
صواي أوراسيا أو زاو أوراسيا أو زاي أوراسيا أو بط صفار (الاسم العلمي: Mareca penelope) (بالإنجليزية: Eurasian  Wigeon)‏ هو طائر ينتمي إلى إوزيات (فصيلة: Anatidae).